# Politeka
Politeka — новинне інтернет-ЗМІ. Входить до холдингу «Знай Медіа». Новини на сайті доступні двома мовами: українською та російською.
Згідно з дослідженням ІМІ за березень 2021 року, 81 % матеріалів Politeka містять порушення професійних стандартів журналістики. Лише 19 % матеріалів можна було умовно назвати журналістикою, і це були репости з інших видань.

## Опис

### Основний вебсайт
На сайті публікуються новини соціально-політичного спрямування. Також є розділ з досьє українських політиків.

### Інтернет телебачення: Politeka Online
Інтернет-видання має власну телестудію, де записує думки експертів та політиків у форматі відеоінтерв'ю. Серед них Микола Томенко, Віктор Чумак, Анатолій Гриценко, Зорян Шкіряк, Григорій Шверк, Олег Барна та інші.

## Історія
Створений у 2015 році. Структура власності «Знай медіа» достовірно не відома, хоча аналіз підрозділом Atlantic Council по боротьбі з фейковими новинами Digital Forensic Research Lab показав що «Знай медіа», скоріше за все, є підрозділом PR агенції Pragmatico.
За короткий проміжок часу став одним із найвідвідуваніших онлайн-ЗМІ України. Станом на квітень 2019 року видання мало другу найбільшу, після Znaj.ua, кількість «лайків» у Facebook серед всіх медіа в Україні: у Facebook станом на квітень 2019 року було підписано більш ніж 1,8 млн людей, з яких, згідно з методологією компанії Artellence, начебто лише 0,2 % від загальної кількості були боти.

### Блокування у Facebook 2019 року
16 вересня 2019 року Facebook вилучив сторінки, котрі належали сайту Politeka та партнерським сайтам через розповсюдження фейків. За словами Натаніеля Глейхера, усі ці сторінки у FB належали київській фірмі Pragmatico, яка витратила на розкрутку своїх сторінок у Facebook понад 1,6 млн доларів і залучила таким чином понад 4 млн фоловерів у мережі Facebook. Глейхер також зазначив:
…Люди, що стояли за цією діяльністю, використовували підроблені облікові записи для управління групами та низкою сторінок. Деякі з них з часом змінювали свої назви для посилення залучення, поширення контенту та заходу людей на позаплатформові сайти, що позиціювалися як новинні видання.
Згодом, 17 вересня 2019 року, керівництво Politeka оприлюднило офіційну заяву з приводу блокування сторінки у мережі Facebook й спростувало всі звинувачення адміністрації Facebook.
Наступного дня, 18 вересня 2019 року, було оприлюднено документальний фільм-розслідування «Я — бот», створений Слідство.Інфо/Hromadske.TV, у якому журналіст-розслідувач Василь Бідун півтора місяця працював під прикриттям на київській ботофермі, пов'язаній із цією ж піар-агенцією Pragmatico. У цьому фільмі-розслідуванні Бідун стверджувавб що Pragmatico через свої медіа, зокрема Politeka, працювало на користь однієї з парламентських партій України та одного з кандидатів у президенти.

## Оцінки

### Якість
За даними дослідження ІМІ за жовтень 2020 року, у 80% матеріалів на цьому ресурсі були зафіксовані порушення журналістських стандартів. Оскільки понад половина публікацій містила суттєві порушення, сайт не можна вважати прикладом професійної журналістики.
Зокрема, 74 % матеріалів на сайті містили порушення стандарту відокремлення фактів від коментарів, перебільшення, емоційні накручування та порушення етики. У новини на цьому ресурсі додають емоційні епітети та оціночні судження, а також сайт часто гіперболізує проблему, про яку йдеться в матеріалі.
Згідно з дослідженням ІМІ за березень 2021 року, 81 % матеріалів Politeka містять порушення професійних стандартів журналістики. Лише 19 % матеріалів можна було умовно назвати журналістикою, і це були репости з інших видань.
В українському антирейтингу новин, за версією Інституту масової інформації та порталу Texty.org.ua, Politeka зайняла 4-те місце з 50. Під час моніторингу було виявлено 69 достовірних новин, 21 новин із ненадійними джерелами інформації та 10 недостовірних новин. Серед них 30 новин використовували маніпулятивні заголовки, 11 — маніпуляції з емоціями. Також були виявлені 4 новини із використанням мови ворожнечі та один фейк.
Згідно з даними Інституту масової інформації у IV кварталі 2021 року більш ніж три чверті матеріалів інтернет-ЗМІ «Політека» містили порушення журналістських стандартів. За показником дотримання професійних стандартів онлайн-медіа посіло останнє місце з 12.

### Популярність
На початку 2017 Інтернет асоціація України (ІнАУ) опублікувала рейтинг, де Politeka.net вже був на 15-му місці новинних сайтів, які відвідують з українських IP-адрес. Через рік сайт піднявся у популярності і вже у березні 2019 року займав 10-те місце в топ-100 новинних сайтів, які відвідують з українських IP-адрес. У липні 2019 року популярність сайту зменшилася, і він змістився на 9-ту сходинку.